# Royal P&O Nedlloyd
Royal P&O Nedlloyd était une compagnie maritime anglo-néerlandaise basée à Rotterdam, aux Pays-Bas, mais disposant également d'un siège à Londres. Elle fut créée en décembre 1996 lors de la fusion de la compagnie britannique P&O, alors géant du secteur avec son homologue néerlandaise Nedlloyd.
- En 2004, Royal Nedlloyd racheta les dernières actions de P&O ce qui permit à l'entreprise de faire son entrée à la Bourse d'Amsterdam sous le nom de Royal P&O Nedlloyd.
- En 2005, l'entreprise fut acquise par le danois A.P. Møller-Mærsk qui la combina avec ses activités de transport de conteneurs Maersk-Sealand pour former Maersk Line. Étant donné le rôle de pionnier joué par SeaLand (en) dans le développement des porte-conteneurs aux États-Unis, Maersk Line constitue aujourd'hui à la fois l'héritier des compagnies maritimes néerlandaises, britanniques, américaines et danoises.